# Michele Lamparelli
Michele Lamparelli (Terlizzi, 29 settembre 1776 – Terlizzi, giugno 1857) è stato un medico italiano.

## Biografia
Figlio di Giuseppe, valente medico chirurgo, e di Teresa Guastadisegni da Giovinazzo, fu istruito da precettori privati e ultimò i suoi studi nel Seminario di Molfetta. A Napoli si laureò in Medicina e Chirurgia con Francesco Bagno e Domenico Cirillo e strinse amicizia con Vincenzo Cuoco e Pietro Colletta, noti patrioti italiani.
Appena ventiduenne fu medico supplente all'Ospedale di Montecalvario, guadagnandosi la fama di ottimo professionista. Sposò in quegli anni Donna Aurora Alvarez Scalera di Terlizzi. Simpatizzante della Rivoluzione francese, il Lamparelli nel 1799 fu esiliato a Parigi quale nemico della dinastia borbonica. Nella capitale francese tenne la cattedra di clinica medica e nel 1800 partecipò col console Napoleone alla Battaglia di Marengo.
Il 28 marzo 1801, godendo dell'amnistia, tornò a Napoli e nel 1806, con l'occupazione francese, il Lamparelli coprì importanti incarichi fino al 1813, anno in cui gli fu
conferita la cattedra universitaria di Patologia presso l'Università di Padova. Il Lamparelli fu il primo nella penisola italiana ad introdurre l'uso del termometro a mercurio, importandolo dalla Francia.
Nel luglio del 1814 gli fu conferita l'onorificenza di Cavaliere dell'Ordine Reale delle due Sicilie; nel 1815 re Gioacchino Murat gli conferì la medaglia di Onore e nello stesso anno fu eletto medico ordinario della Real Casa. Nel maggio, dopo la sconfitta al Panaro e il ritorno a Napoli di Ferdinando IV, si ritirò a Terlizzi. Qui acquistò l'ampio latifondo del Sovero con il suo millenario Santuario, nell'area che è oggi la frazione di Sovereto di Terlizzi. Dedicandosi allo studio delle scienze agrarie, bonificò la vasta area trasformandola in vigneti, mandorleti e uliveti.
Morì a Terlizzi nel giugno del 1857 e fu sepolto nel Santuario di Sovereto, dove ne è conservato un busto marmoreo.